# USS Fury
USS Fury — кораблі ВМС США
- USS Fury — гвинтовий монітор, збудований у 1865 році як «USS Umpqua». У 1869 році перейменований на «USS Fury», але незабаром кораблю була повернута колишня назва. Зданий на злам у 1874 році.
- USS Fury (PG-69) — корвет «HMS Larkspur (K82)» типу «Флавер» ВМС Великої Британії, збудований у 1941 році. У 1942 році переданий ВМС США, де отримав назву «USS Fury (PG-69)». Брав участь у Другій світовій війні. У 1945 році повернутий Великій Британії. У 1947 році проданий для комерційного використання. Зданий на злам у 1953 році.